# Sådan er jeg osse
Sådan er jeg osse er en dansk dramafilm fra 1980 skrevet og instrueret af Lise Roos.

## Medvirkende
- Stine Sylvestersen
- Avi Sagild
- Preben Kaas
- Anne-Lise Gabold
- Inger Stender
- Rasmus Kærså
- Kirsten Olesen
- Arne Skovhus
- Jørn Faurschou